# Batalha de Cranão
Batalha de Cranão foi a última grande batalha da Guerra Lamiaca, e ocorreu em 322 a.C. perto da cidade tessália de Cranão (atual Cranonas).

## Contexto
A batalha ocorreu após a morte de Leonato e a chegada de Crátero com reforços da Ásia.
Crátero trouxe 6 000 soldados de infantaria, que haviam sido levados por Alexandre para a Ásia, 4 000 que haviam sido alistados durante a marcha, 1 000 persas (arqueiros e lançadores de funda) e 1 500 cavaleiros. Ao chegar na Tessália, Crátero pôs-se ao comando de Antípatro, e acampou perto do rio Peneu. Com as forças que haviam sido trazidas por Leonato, o exército macedônio tinha mais de 40 000 soldados de infantaria, 3 000 arqueiros e atiradores de funda e 5 000 cavaleiros.
A forças gregas estavam em número bem inferior, pois vários deles haviam desprezado o inimigo por causa do sucesso anterior, e haviam voltado para suas cidades. Havia apenas 25 000 soldados de infantaria e 3 500 cavaleiros, e a esperança de vitória estava na cavalaria, pois eram homens valentes e o terreno era plano.

## Batalha
Antípatro passou a provocar os gregos para a batalha, e, enquanto esperavam o retorno dos soldados, foram forçados a lutar e arriscar tudo. Os gregos colocaram a cavalaria na frente da falange de infantaria, pois queriam decidir logo a batalha pela cavalaria.
Quando começou a batalha e a cavalaria tessália começou a vencer, pelo seu valor, Antípatro avançou sua falange sobre a infantaria grega, e começou a massacrá-los. Os gregos, incapazes de suportar o ataque inimigo, recuaram para um terreno acidentado, mantendo suas linhas. Eles ocuparam um terreno alto, e se defenderam facilmente dos macedônios, por estarem em posição superior. Apesar da cavalaria grega estar em vantagem, quando souberam da retirada da infantaria, se juntaram a eles.
A batalha terminou, com vitória dos macedônios; mais de 5 000 gregos foram mortos, e 130 macedônios.

## Consequências
Menão e Antífilo, líderes dos gregos, se reuniram, para decidir se era melhor esperar os aliados e lutar em termos iguais, ou tentar obter um acordo de paz; e optaram pela paz. Antípatro respondeu que ele negociaria com cada cidade em separado, e, quando os gregos recusaram, Antípatro e Crátero passaram a sitiar e tomar cada cidade da Tessália. A cidades da Tessália, aterrorizadas, passaram a enviar emissários a Antípatro, que negociou a paz em termos brandos, o que levou a um movimento de todas as cidades tentar obter segurança separadamente, e todas obtiveram paz, exceto os aliados mais hostis aos macedônios, os etólios e os atenienses.
Antípatro, após destruir a aliança dos gregos, avançou sobre Atenas, e obteve deles rendição total, mas tratou-os humanamente, apesar de acabar com a democracia.